# Timandra pulverata
Timandra pulverata är en fjärilsart som beskrevs av Edward Alfred Cockayne 1952. Timandra pulverata ingår i släktet Timandra och familjen mätare. Inga underarter finns listade i Catalogue of Life.